# Stolt-Nielsen
Stolt-Nielsen (OSE: SNI, NASDAQ: SNSA) é um grupo sueco e de Luxemburgo que atua nos setores de navegação e frutos do mar. Suas principais subsidiárias são a Stolt-Nielsen Transportation Group e a Stolt Sea Farms. 